# Crollo di Magnitogorsk
Il crollo di Magnitogorsk è stato un cedimento strutturale verificatosi nella città russa di Magnitogorsk, nell'oblast' di Čeljabinsk, nella Federazione Russa.
Il cedimento, provocato probabilmente da un'esplosione di gas, è avvenuto alle 6:02 circa (UTC+5) del 31 dicembre 2018, ed ha provocato 39 morti e 17 feriti.
L'edificio colpito dall'esplosione era una casa a torre di 10 piani e 623 appartamenti, costruita nel 1973, in via Karl Marx, 164. Il collasso ha distrutto o danneggiato 48 appartamenti, provocando l'evacuazione dei restanti considerati pericolanti.

## Cause
L'esplosione che ha portato al cedimento strutturale è stata probabilmente provocata da una fuga di gas, poiché non sono trovati resti di un eventuale ordigno esplosivo.

## Reazioni
Dopo l'esplosione i residenti sono stati evacuati, dato che diversi appartamenti sono stati danneggiati gravemente e rischiano di crollare.
Il presidente russo Vladimir Putin si è recato a Magnitogorsk per supervisionare i soccorsi e visitare i feriti ricoverati in ospedale.
L'attaccante dei Pittsburgh Penguins, Evgenij Malkin, nato a Magnitogorsk, ha giocato la partita contro i New York Rangers con due frasi scritte in russo sui pattini ("Magnitogorsk siamo con te" e "Magnitogorsk sei nel mio cuore"). Dopo la partita è iniziata una raccolta fondi per sostenere le famiglie delle vittime, che ha totalizzato circa 4 000 000 di rubli (circa 53 337 euro).